# Suchodoły (obwód lwowski)
Suchodoły (ukr. Cуходоли) – wieś na Ukrainie w rejonie złoczowskim należącym do obwodu lwowskiego.

## Położenie
Na podstawie Słownika geograficznego Królestwa Polskiego i innych krajów słowiańskich: Suchodoły to wieś w powiecie brodzkim, 10 km na południe od Brodów. Na północy leży Ponikowica, na południu Poniwka Wielka, na zachód Hołoskowice.
Do 2020 w rejonie brodzkim. 

## Urodzeni
Piotr Sosialuk ps. „Paweł” (28 stycznia 1892, zm. 2 lipca 1940 w Forcie Krzesławickim) – podpułkownik piechoty Wojska Polskiego.